# مانويل ماريا دي سالسيدو
مانويل ماريا دي سالسيدو هو حاكم وعسكري وسياسي إسباني، ولد في 3 أبريل 1776 في مالقة في إسبانيا، وتوفي في 3 أبريل 1813 في مقاطعة بيكسار في الولايات المتحدة. انتخب Governor of the Spanish Colony of Texas ‏ (1808 – 1813).